# کوری کریر
کوری کریر (انگلیسی: Corey Carrier؛ زادهٔ ۲۰ اوت ۱۹۸۰) یک هنرپیشه اهل ایالات متحده آمریکا است. وی بین سال‌های ۱۹۸۷ تا ۲۰۰۰ میلادی فعالیت می‌کرد.
از فیلم‌ها یا برنامه‌های تلویزیونی که وی در آن نقش داشته‌است می‌توان به بهشت آبی من اشاره کرد.